# ヴァンパイアハンター・リンカーン
『ヴァンパイアハンター・リンカーン』（Abraham Lincoln, Vampire Hunter）は、セス・グレアム＝スミスによる2010年のマッシュアップ小説である。
2010年3月16日付の『ニューヨーク・タイムズ』のベストセラーリストでは、初登場4位と評価された。

## あらすじ
後に第16代アメリカ合衆国大統領となるエイブラハム・リンカーンが少年のころ、母を殺した吸血鬼たちへ復讐する。

## 映画化
20世紀フォックスにより映画化され、2012年6月22日に米国にて公開された。監督はティムール・ベクマンベトフ、製作はティム・バートン、リンカーン役はベンジャミン・ウォーカーである。

### 日本語訳
- セス・グレアム＝スミス『ヴァンパイアハンター・リンカーン』赤尾秀子訳、新書館、2011年。ISBN 9784403560040